# 쇼와정 (지바현)
쇼와정(昭和町)은 지바현 기미쓰군에 일찍이 존재했던 정이다. 현재의 소데가우라시에 해당한다.

## 역사
- 1889년 4월 1일 - 정촌제 시행에 의해 쇼와정이 신설되었다.
- 1955년 3월 31일 - 나가우라촌, 네가타촌의 일부와 합병해 소데가우라정이 신설되어, 동일 쇼와정은 폐지되었다.

## 교통

### 철도
- 일본국유철도 (→ 동일본 여객철도)
  - 우치보선

### 도로
- 기사라즈 가도 (당시의 국도 제127호선의 일부, 이후 국도 제16호선)
- 국도 제143호선